# Tor Poznań
Tor Poznań – samochodowy i motocyklowy tor wyścigowy położony w Poznaniu, na granicy osiedla Ławica (do 1990 dzielnicy Jeżyce) i Przeźmierowa.

## Historia
Idea budowy toru narodziła się w 1974. Tor powstał w latach 1975–1977 w wyniku współpracy Automobilklubu Wielkopolski i Fabryki Samochodów Rolniczych „Polmo” w Poznaniu – producenta samochodu marki Tarpan, która miała tu testować swe produkty (dyrektor fabryki, Andrzej Bobiński był jednocześnie prezesem Automobilklubu Wielkopolskiego). Krótki czas od pomysłu do budowy to efekt zdobycia względów Andrzeja Jaroszewicza, kierowcy rajdowego, syna premiera Piotra Jaroszewicza. Pomysł wsparł też aktywnie Jerzy Zasada, I sekretarz KW PZPR w Poznaniu. 
Tor wybudowano na miejscu byłego poligonu wojskowego. Wykorzystano stare, nieużywane już drogi startowe lotniska Ławica. Oficjalnie tor samochodowo-motocyklowy został otwarty 2 grudnia 1977, a tor kartingowy 3 lata później, 18 października 1980. Projektantem był inż. Mieczysław Biliński, a przy detalach doradzał m.in. Bernie Ecclestone. Na torze jeździli m.in. Robert Kubica, Michael Schumacher, Lewis Hamilton, Jackie Stewart i Marc Gené.
Otwarcie toru uświetnił wyścig o puchar ministra przemysłu maszynowego, Aleksandra Kopcia. W zawodach wystartowali m.in. Andrzej Jaroszewicz (Polski Fiat 125p) i Adam Smorawiński (Porsche 911). W komentarzach przyrównywano tor do amerykańskiego Road America w stanie Wisconsin, wskazywano nawet, że poznański jest trudniejszy. Zapowiadano nieodległą budowę krytych trybun na 50.000 widzów, do czego, z uwagi na kłopoty gospodarcze w PRL, nigdy nie doszło. W czerwcu 1979 zaprezentowano na obiekcie auto Formuły 1 Wolf WR5 (za kierownica siedział Andrzej Jaroszewicz).
W 2015 roku powstała wirtualna wersja Toru Poznań do symulatora komputerowego Assetto Corsa. Jej twórca, Krzysztof Szymikowski, odwzorował tor na podstawie danych laserowych. W 2021 roku wirtualny Tor Poznań zaktualizowano do wersji 2.0. Wirtualna wersja dostępna jest do wykorzystania niekomercyjnego bezpłatnie i została pobrana ponad 100 tysięcy razy przez społeczność simracingową.

## Charakterystyka
Kompleks składa się z trzech torów wyścigowych:
- toru samochodowo-motocyklowego o długości 4083 m i szerokości 12 m,
- toru kartingowego o długości 1480 m i szerokości 12 m.
- toru rallycrosowego

Obiekt należy do Automobilklubu Wielkopolskiego.

## Rekordy toru
| Category        | Time     | Driver             | Bike                | Event                                              |
| --------------- | -------- | ------------------ | ------------------- | -------------------------------------------------- |
| Superstock 1000 | 1:30:566 | Milan Pawelec      | Honda 1000rr        | 2025 trening                                       |
| Supersport 600  | 1:34.224 | Marek Szkopek      | Triumph Daytona 675 | 2013 Poznań 3 Runda Mistrzostw Polski I Alpe Adria |
| Supersport 300  | 1:44.133 | Wiktor Majchrowski | Kawasaki Ninja      | 2024 Poznań 4 Runda Mistrzostw Polski              |
| Twin            | 1:42.189 | Tomasz Rowiński    | Aprilla RS660       | 2023 Poznań 4 Runda Pucharu Polski                 |
| Super Twin      | 1:40.006 | Marek Cerveny      | Aprilla RS660       | 2025 Poznań 1 Runda Mistrzostw Polski              |
| Sport 250       | 1:51.775 | Bartosz Bambecki   | Kawasaki Ninja 250R | 2024 Poznań 4 Runda Pucharu Polski                 |
| SBK             | 1:30.566 | Milan Pawelec      | Honda CBR1000RR     | 2025 Poznań 1 Runda Mistrzostw Polski              |
| Sport 300       | 1.44.245 | Jakub Buzała       | Kawasaki Ninja      | 2024 Poznań 4 Runda Pucharu Polski                 |

### Tor kartingowy
- Jan Przyrowski – VORTEX/TONY KART/Levanto (27 sierpnia 2023) – 50,150

## Galeria

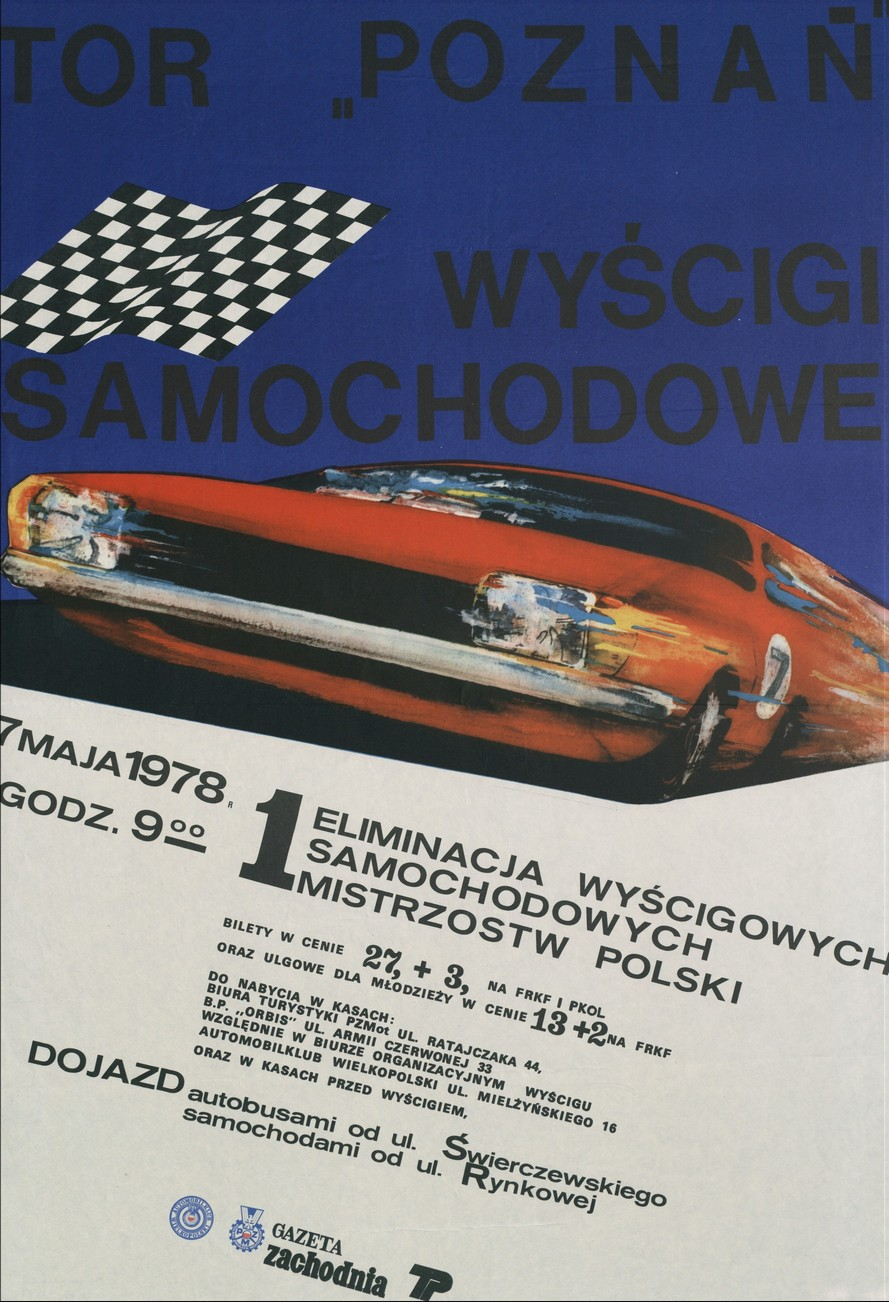
Plakat reklamujący wyścigi w 1978
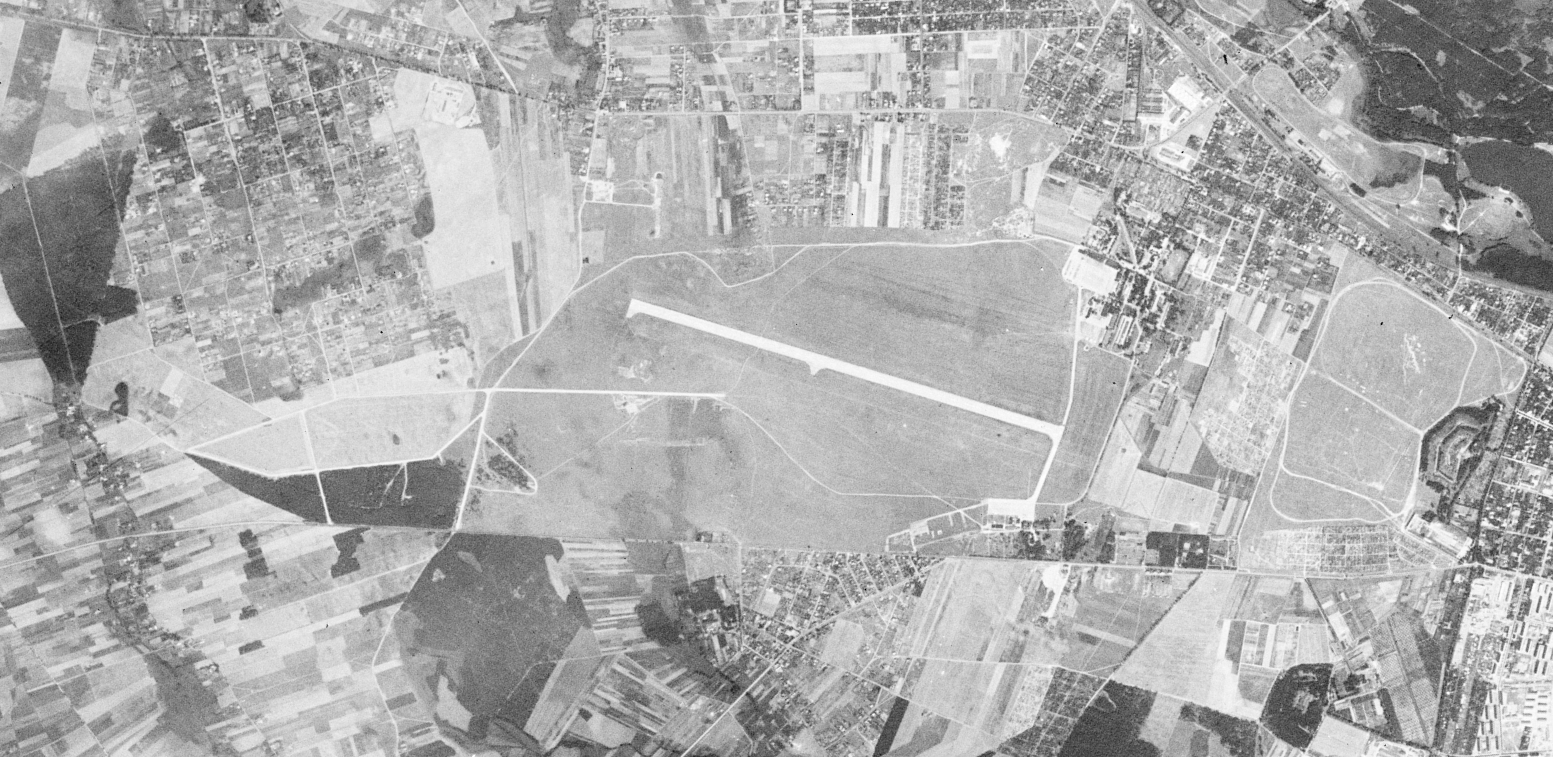
Lotnisko Poznań-Ławica (POZ-EPPO) sfotografowane w 1965, jeszcze bez Toru Poznań w miejscu widocznych dróg w pobliżu pasa startowego